# Lettonia ai Giochi della XI Olimpiade
La Lettonia partecipò ai Giochi della XI Olimpiade, svoltisi a Berlino, Germania, dal 1º al 16 agosto 1936, con una delegazione di 29 atleti impegnati in sei discipline.

## Medagliere

### Per discipline
| Sport              | Oro | Argento | Bronzo | Totale |
| ------------------ | --- | ------- | ------ | ------ |
| Lotta greco-romana | 0   | 1       | 0      | 1      |
| Atletica leggera   | 0   | 0       | 1      | 1      |
| Totale             | 0   | 1       | 1      | 2      |

### Medaglie
| Medaglia | Atleta            | Sport              | Evento             |
| -------- | ----------------- | ------------------ | ------------------ |
| Argento  | Edvīns Bietags    | Lotta greco-romana | Pesi medio-massimi |
| Bronzo   | Adalberts Bubenko | Atletica leggera   | Marcia 50 km       |

## Risultati

### Pallacanestro
| Atleta | Classifica |
| --- | ---------- |
| V · D · M Nazionale lettone - Pallacanestro ai Giochi della XI Olimpiade Andersons · Elmūts · Grundmanis · Jurciņš · Kazāks · Melderis · Raudziņš · Hermanovskis · Rūja · Tiltiņš · Anufrijevs · All. Valdemārs Baumanis | 15°        |
| Nazionale lettone - Pallacanestro ai Giochi della XI Olimpiade |            |
| Andersons · Elmūts · Grundmanis · Jurciņš · Kazāks · Melderis · Raudziņš · Hermanovskis · Rūja · Tiltiņš · Anufrijevs · All. Valdemārs Baumanis                                                                          |            |